# (32940) 1995 UW4
1995 UW4 (asteroide 32940) é um asteroide da cintura principal. Possui uma excentricidade de 0.13501820 e uma inclinação de 8.11069º.
Este asteroide foi descoberto no dia 26 de outubro de 1995 por Takao Kobayashi em Oizumi.